# Rosenborg Ballklub 1992
Questa pagina raccoglie i dati riguardanti il Rosenborg Ballklub nelle competizioni ufficiali della stagione 1992.

## Stagione
Nella stagione 1992, il Rosenborg vinse il campionato. Si trattò del sesto titolo nazionale della storia del club. Gøran Sørloth, Ola By Rise, Tore André Dahlum, Øyvind Leonhardsen e Bent Skammelsrud furono i calciatore più utilizzati in campionato, con 22 presenze su 22. Dahlum fu anche il miglior marcatore, con 13 reti all'attivo. Nella stessa stagione, il club ottenne la sesta affermazione della sua storia nella Coppa di Norvegia, imponendosi in finale sul Lillestrøm. Nella Coppa UEFA, invece, il Rosenborg non superò i trentaduesimi di finale, venendo eliminato per mano dei russi della Dinamo Mosca.

## Maglie e sponsor
La divisa casalinga prevedeva una maglietta bianca con inserti neri, pantaloncini neri e calzettoni bianchi.
| Casa |

## Rosa
| N. |                     | Ruolo | Calciatore          |
| -- | ------------------- | ----- | ------------------- |
|    | Norvegia (bandiera) | P     | Ola By Rise         |
|    | Norvegia (bandiera) | P     | Ivar Selnæs         |
|    | Norvegia (bandiera) | D     | Stig Inge Bjørnebye |
|    | Norvegia (bandiera) | D     | Bjørn Otto Bragstad |
|    | Norvegia (bandiera) | D     | Trond Henriksen     |
|    | Norvegia (bandiera) | D     | Øivind Husby        |
|    | Norvegia (bandiera) | D     | Bjørn Tore Kvarme   |
|    | Norvegia (bandiera) | D     | Vidar Riseth        |
|    | Norvegia (bandiera) | D     | Ståle Stensaas      |

| N. |                       | Ruolo | Calciatore         |
| -- | --------------------- | ----- | ------------------ |
|    | Norvegia (bandiera)   | D     | Rune Tangen        |
|    | Norvegia (bandiera)   | C     | Kåre Ingebrigtsen  |
|    | Norvegia (bandiera)   | C     | Øyvind Leonhardsen |
|    | Norvegia (bandiera)   | C     | Arild Nordfjærn    |
|    | Norvegia (bandiera)   | C     | Bent Skammelsrud   |
|    | Norvegia (bandiera)   | C     | Roar Strand        |
|    | Norvegia (bandiera)   | A     | Tore André Dahlum  |
|    | Norvegia (bandiera)   | A     | Karl Petter Løken  |
|    | Norvegia (bandiera)   | A     | Gøran Sørloth      |
| 21 | Costa Rica (bandiera) | A     | Hernán Medford     |

## Calciomercato

### Sessione invernale
| Acquisti | Acquisti            | Acquisti    | Acquisti   |
| R.       | Nome                | da          | Modalità   |
| -------- | ------------------- | ----------- | ---------- |
| D        | Stig Inge Bjørnebye | Kongsvinger | prestito   |
| D        | Vidar Riseth        | Neset       | definitivo |
| C        | Øyvind Leonhardsen  | Molde       | definitivo |
| C        | Arild Nordfjærn     | Nardo       | definitivo |
| A        | Tore André Dahlum   | Start       | definitivo |

| Cessioni | Cessioni                | Cessioni   | Cessioni   |
| R.       | Nome                    | a          | Modalità   |
| -------- | ----------------------- | ---------- | ---------- |
| D        | Knut Torbjørn Eggen     |            | ritiro     |
| D        | Trond Sollied           | Bodø/Glimt | definitivo |
| C        | Sverre Brandhaug        |            | ritiro     |
| C        | Stig Are Enlid          | ?          | definitivo |
| C        | Hugo Hansen             | Bryne      | definitivo |
| C        | Mark Robson             | Tottenham  | definitivo |
| A        | Harald Martin Brattbakk | Bodø/Glimt | definitivo |

### Sessione estiva
| Acquisti | Acquisti | Acquisti | Acquisti |
| R.       | Nome     | da       | Modalità |
| -------- | -------- | -------- | -------- |

| Cessioni | Cessioni | Cessioni | Cessioni |
| R.       | Nome     | a        | Modalità |
| -------- | -------- | -------- | -------- |

## Risultati

### Tippeligaen

#### Girone di andata
| Arbitro: | Hollung |

|                           |           |  |
| Bragstad 9’ Henriksen 23’ | Marcatori |  |

| Arbitro: | Kronborg |

|             |           |            |
| Kowalik 50’ | Marcatori | 62’ Dahlum |

| Arbitro: | Nordby |

|                                  |           |  |
| Sørloth 38’, 22’ Skammelsrud 46’ | Marcatori |  |

| Arbitro: | Pedersen (Jeløy) |

|                                                      |           |             |
| Tangen 15’ Bjørnebye 46’ Sørloth 70’, 89’ Dahlum 73’ | Marcatori | 24’ Nilsson |

| Arbitro: | Bondal |

|  |           |             |
|  | Marcatori | 85’ Sørloth |

| Arbitro: | Haugen |

|                                                                 |           |                            |
| Ingebrigtsen 18’ Løken 24’ Dahlum 48’ Sørloth 75’ Henriksen 89’ | Marcatori | 4’ Ingelstad 55’ Solbakken |

| Arbitro: | Raabe |

|      |           |                 |
| ? ?’ | Marcatori | 35’ Skammelsrud |

| Arbitro: | Thorp |

|                                                            |           |  |
| Dahlum 25’, 70’ Skammelsrud 36’, 53’ Ingebrigtsen 43’, 75’ | Marcatori |  |

| Arbitro: | Halle (Molde) |

|           |           |  |
| Tveit 37’ | Marcatori |  |

| Arbitro: | Nordby |

|                           |           |  |
| Dahlum 8’ Leonhardsen 88’ | Marcatori |  |

| Arbitro: | Hermansen |

|            |           |  |
| Gasser 78’ | Marcatori |  |

#### Girone di ritorno
| Arbitro: | Kronborg |

|           |           |                                            |
| Olsen 84’ | Marcatori | 22’ Sørloth 31’ Ingebrigtsen 44’ Bjørnebye |

| Arbitro: | Hauge (Bergen) |

|                                                                        |           |              |
| Dahlum 10’, 66’ Sørloth 22’ Bragstad 77’ Henriksen 79’ Leonhardsen 85’ | Marcatori | 69’ Espejord |

| Arbitro: | Hollung |

|                  |           |  |
| Sundgot 21’, 34’ | Marcatori |  |

| Arbitro: | Pedersen (Jeløy) |

|               |           |                                          |
| Hillestad 83’ | Marcatori | 32’ Leonhardsen 44’ Sørloth 59’ Bragstad |

| Arbitro: | Hauge (Bergen) |

|               |           |                       |
| Nordfjærn 48’ | Marcatori | 4’ Hesjedal 5’ Fornes |

| Arbitro: | Hollung |

|              |           |                 |
| Skogheim 65’ | Marcatori | 53’ Skammelsrud |

| Arbitro: | Raabe |

|                                       |           |             |
| Leonhardsen 22’ Strand 33’ Dahlum 85’ | Marcatori | 65’ McManus |

| Arbitro: | Kjelbrott |

|  |           |                                                     |
|  | Marcatori | 5’ Bragstad 8’ Dahlum 47’ Leonhardsen 50’ Bjørnebye |

| Arbitro: | Ditlefsen (Mo i Rana) |

|                                                      |           |                       |
| Skammelsrud 9’ Løken 22’ Sørloth 30’ Dahlum 72’, 87’ | Marcatori | 32’ Bøe 90’ Rannestad |

| Arbitro: | Halle (Molde) |

|              |           |                  |
| Soltvedt 30’ | Marcatori | 15’ Ingebrigtsen |

| Arbitro: | Hollung |

|                                                       |           |  |
| Sørloth 12’, 60’, 65’ Dahlum 68’ Leonhardsen 77’ ? ?’ | Marcatori |  |

### Coppa di Norvegia
| 27 maggio 1992                                                                            | Orkanger  | 0 – 5 referto                                           | Rosenborg |  |
| \| \| \| \| \| \| Marcatori \| 10’, 28’ Sørloth 19’ Tangen 28’ Henriksen 37’ Nordfjærn \| |           |                                                         |           |  |
|                                                                                           |           |                                                         |           |  |
|                                                                                           | Marcatori | 10’, 28’ Sørloth 19’ Tangen 28’ Henriksen 37’ Nordfjærn |           |  |

| 27 maggio 1992 | Stålkameratene | 0 – 8 referto                                                                      | Rosenborg |  |
| \| \| \| \| \| \| Marcatori \| 21’, 60’, 68’ Løken 23’ Dahlum 52’ Tangen 71’ Bragstad 85’ Leonhardsen 88’ Sørloth \| |                |                                                                                    |           |  |
| |                |                                                                                    |           |  |
| | Marcatori      | 21’, 60’, 68’ Løken 23’ Dahlum 52’ Tangen 71’ Bragstad 85’ Leonhardsen 88’ Sørloth |           |  |

| 24 giugno 1992                                                                           | Rosenborg | 5 – 1 referto | Kristiansund |  |
| \| \| \| \| \| Strand 2’ Sørloth 38’ ? ?’ (aut.) Dahlum 67’, 85’ \| Marcatori \| ?’ ? \| |           |               |              |  |
|                                                                                          |           |               |              |  |
| Strand 2’ Sørloth 38’ ? ?’ (aut.) Dahlum 67’, 85’                                        | Marcatori | ?’ ?          |              |  |

| 22 luglio 1992                                | Start     | 0 – 1 (d.t.s.) referto | Rosenborg |  |
| \| \| \| \| \| \| Marcatori \| 120’ Dahlum \| |           |                        |           |  |
|                                               |           |                        |           |  |
|                                               | Marcatori | 120’ Dahlum            |           |  |

| 12 agosto 1992 | Rosenborg | 7 – 0 referto | Strømsgodset |  |
| \| \| \| \| \| Sørloth 33’ Henriksen 38’ Tangen 44’ Ingebrigtsen 56’, 75’ Strand 68’ By Rise 80’ \| Marcatori \| \| |           |               |              |  |
| |           |               |              |  |
| Sørloth 33’ Henriksen 38’ Tangen 44’ Ingebrigtsen 56’, 75’ Strand 68’ By Rise 80’                                   | Marcatori |               |              |  |

| 6 settembre 1992                                               | Rosenborg | 2 – 1 (d.t.s.) referto | Viking |  |
| \| \| \| \| \| Sørloth 15’ Strand 116’ \| Marcatori \| ?’ ? \| |           |                        |        |  |
|                                                                |           |                        |        |  |
| Sørloth 15’ Strand 116’                                        | Marcatori | ?’ ?                   |        |  |

| 25 ottobre 1992                                                                        | Lillestrøm | 2 – 3 referto                        | Rosenborg |  |
| \| \| \| \| \| Mjelde 31’, 60’ \| Marcatori \| 29’ Dahlum 50’ Sørloth 90’ Bjørnebye \| |            |                                      |           |  |
|                                                                                        |            |                                      |           |  |
| Mjelde 31’, 60’                                                                        | Marcatori  | 29’ Dahlum 50’ Sørloth 90’ Bjørnebye |           |  |

### Coppa UEFA
| 14 settembre 1992 | Dinamo Mosca | 5 – 1 referto | Rosenborg |  |

| 28 settembre 1992 | Rosenborg | 0 – 2 referto | Dinamo Mosca |  |

## Statistiche

### Statistiche di squadra
| Competizione      | Punti | In casa | In casa | In casa | In casa | In casa | In casa | In trasferta | In trasferta | In trasferta | In trasferta | In trasferta | In trasferta | Totale | Totale | Totale | Totale | Totale | Totale | DR  |
| Competizione      | Punti | G       | V       | N       | P       | Gf      | Gs      | G            | V            | N            | P            | Gf           | Gs           | G      | V      | N      | P      | Gf     | Gs     | DR  |
| ----------------- | ----- | ------- | ------- | ------- | ------- | ------- | ------- | ------------ | ------------ | ------------ | ------------ | ------------ | ------------ | ------ | ------ | ------ | ------ | ------ | ------ | --- |
| Tippeligaen       | 46    | 11      | 10      | 0       | 1       | 43      | 9       | 11           | 4            | 4            | 3            | 58           | 19           | 22     | 14     | 4      | 4      | 58     | 19     | +39 |
| Coppa di Norvegia | -     | 3       | 3       | 0       | 0       | 12      | 2       | 4            | 4            | 0            | 0            | 17           | 2            | 7      | 7      | 0      | 0      | 29     | 4      | +25 |
| Coppa UEFA        | -     | 1       | 0       | 0       | 1       | 0       | 2       | 1            | 0            | 0            | 1            | 1            | 5            | 2      | 0      | 0      | 2      | 1      | 7      | -6  |
| Totale            | -     | 15      | 10      | 0       | 2       | 55      | 13      | 16           | 8            | 4            | 4            | 76           | 26           | 31     | 21     | 4      | 6      | 88     | 30     | +58 |

### Statistiche dei giocatori
| Giocatore       | Tippeligaen | Tippeligaen | Coppa di Norvegia | Coppa di Norvegia | Coppa UEFA | Coppa UEFA | Totale   | Totale |
| Giocatore       | Presenze    | Reti        | Presenze          | Reti              | Presenze   | Reti       | Presenze | Reti   |
| --------------- | ----------- | ----------- | ----------------- | ----------------- | ---------- | ---------- | -------- | ------ |
| S. Bjørnebye    | 21          | 3           | 7                 | 1                 | 2          | 0          | 30       | 4      |
| B. Bragstad     | 16          | 4           | 5                 | 1                 | 2          | 0          | 23       | 5      |
| O. By Rise      | 22          | 0           | 7                 | 1                 | 2          | 0          | 31       | 1      |
| T. Dahlum       | 22          | 13          | 7                 | 5                 | 2          | 0          | 31       | 18     |
| T. Henriksen    | 18          | 3           | 7                 | 2                 | 0          | 0          | 25       | 5      |
| Ø. Husby        | 13          | 0           | 6                 | 0                 | 2          | 0          | 21       | 0      |
| K. Ingebrigtsen | 20          | 6           | 7                 | 2                 | 2          | 1          | 29       | 9      |
| B. Kvarme       | 5           | 0           | 1                 | 0                 | 1          | 0          | 7        | 0      |
| Ø. Leonhardsen  | 22          | 6           | 6                 | 1                 | 2          | 0          | 30       | 7      |
| K. Løken        | 19          | 2           | 6                 | 3                 | 2          | 2          | 27       | 7      |
| A. Nordfjærn    | 5           | 1           | 2                 | 1                 | 0          | 0          | 7        | 2      |
| V. Riseth       | 1           | 0           | 0                 | 0                 | 0          | 0          | 1        | 0      |
| I. Selnæs       | 0           | 0           | 0                 | 0                 | 0          | 0          | 0        | 0      |
| B. Skammelsrud  | 22          | 6           | 6                 | 0                 | 2          | 0          | 30       | 6      |
| G. Sørloth      | 22          | 12          | 7                 | 7                 | 2          | 0          | 31       | 19     |
| S. Stensaas     | 1           | 0           | 0                 | 0                 | 0          | 0          | 1        | 0      |
| R. Strand       | 17          | 1           | 4                 | 3                 | 1          | 0          | 22       | 4      |
| R. Tangen       | 21          | 1           | 7                 | 3                 | 2          | 0          | 30       | 4      |